# Сопачево
Сопачево — деревня в Кардымовском районе Смоленской области России. Входит в состав Кардымовского городского поселения. Население — 71 житель (2007 год). 
Расположена в центральной части области в 0,5 км к северо-западу от Кардымова, в 2 км севернее автодороги Р134 «Старая Смоленская дорога» Смоленск — Дорогобуж — Вязьма — Зубцов. В 3 км юго-восточнее деревни расположена железнодорожная станция Кардымово на линии Москва — Минск. 

## История
В годы Великой Отечественной войны деревня была оккупирована гитлеровскими войсками в августе 1941 года, освобождена в сентябре 1943 года.